# جون سيمبسون (مهندس معماري)
جون سيمبسون (بالإنجليزية: John Simpson)‏ هو مهندس معماري بريطاني، ولد في 9 نوفمبر 1954.